# Forte Centrale
Il Forte Centrale o Forte di Colle Alto (in francese Fort Central o Fort de Colle Alto) è un forte che si trova presso il Colle di Tenda nel comune di Tenda in alta val Roia (Francia), a 600 m a est del passo.

## Storia
In seguito al passaggio di quasi tutta la Contea di Nizza alla Francia, esclusi i territori di caccia sabaudi del Mercantour e l'alta val Roia nel 1860, il Colle di Tenda si trovò a una ventina di chilometri dal confine con Francia sulla via Marenca, importante strada che collega Ventimiglia a Cuneo, attraversata inoltre dalla ferrovia Cuneo-Limone-Ventimiglia.
A causa di questo fatto l'alta val Roia si trovò in parte indifendibile da un possibile attacco francese e per questo nel 1881 il Regio Esercito decise la costruzione del forte.
Il forte venne costruito nel 1881 e durò fino al 1885 e venne progettato da Giuseppe Maggia e Bartolomeo Mersi, nel 1900 venne costruita la teleferica lunga 3,2 km che collegava il forte ai magazzini.
Passato alla Francia in seguito al Trattato di Parigi del 1947.